# Chaudardes
Chaudardes es una comuna francesa, situada en el departamento de Aisne, de la región de Alta Francia.

## Demografía
| 73 | 62 | 54 | 46 | 68 | 82 | 85 | 85 |
| Para los censos de 1962 a 1999 la población legal corresponde a la población sin duplicidades (Fuente: INSEE [Consultar]) |    |    |    |    |    |    |    |